# Nykilde
Nykilde er et frøfirma, der producerer og markedsfører frø til forbedring af miljøet i forskellige frøblandinger og desuden plante- & vegetationsmåtter og græstage.

## Ekstern henvisning
Nykilde ApS